# Уилям Колензо
Уилям Колензо (на английски: William Colenso) e английски мисионер, ботаник, изследовател на Нова Зеландия.

## Ранни години (1811 – 1841)
Роден е на 7 ноември 1811 година в Пензанс, графство Корнуол, Англия, Британска империя. През 1834 заминава като мисионер в Нова Зеландия и до края на живота си пребивава там като обхожда и изследва в продължение на 65 години целия Северен остров на Нова Зеландия, в периода на завладяването и колонизацията й от британците. 
След пристигането си в Нова Зеландия, няколко години прекарва в мисията в Бей ъф Айлъндс, където научава маорски език. През юли 1837 Колензо отпечатва първата Библия на маорски, състояща се от три глави от Битие, 20 глави от Изход, първата глава от Евангелието от Йоан, 30 стиха от петата глава от Евангелието от Матей, Молитвата на Господ и някои химни.
През 1838 заедно с австралийския ботаник Алън Кънингам извършва няколко екскурзии. През 1841 се среща в мисията с участника в антарктическата експедиция на Джеймс Кларк Рос Джоузеф Хукер, впоследствие един от най-видните ботаници в Европа и в течение на половин век Колензо му изпраща постоянно ботанически екземпляри от Нова Зеландия.

## Изследователска дейност (1841 – 1852)
Първото си голямо пътешествие по Северния остров Колензо извършва през 1841. От Бей ъв Айлъндс с кораб се отправя за залива Хокс на източното крайбрежие, а оттам пеша се добира до залива Поверти (38° 43` ю.ш.). От залива се отправя във вътрешността на страната, към езерата Таравера и Ротоити, обкръжени от горещи извори. Оттам по река Уайкато се спуска към западното крайбрежие и от Оклънд по море се прибира в залива Айлъндс. По пътя Колензо събира около хиляда растения и Хукер, на когото ги изпраща, отбелязва, че почти 2/3 от образците са неизвестни дотогава на науката.
През 1844 отново посещава вътрешните райони на Северния остров, а от 1844 до 1852, след като се премества в мисията в Напиер на източното крайбрежие, той детайлно изследва и картира източния ъгъл на Северния остров.

## Следващи години (1852 – 1899)
През 1852, след като става ясно, че Колензо има незаконен син от маорийка, е изгонен от мисията, но независимо от това до края на живота си неуморно продължава да изучава природата на Нова Зеландия и коренното население на своята втора родина. През 1866 става първият новозеландец, който е избран за член на Кралското географско дружество. От 1861 до 1866 е народен представител в парламента от град Напиер. 
Автор е на няколко книги и повече от сто статии в научни списания на ботанически теми.
Умира на 10 февруари 1899 година в Напиер на 87-годишна възраст.